# James Everingham
James Everingham (Bristol) is een Britse film- en televisiecomponist en muziekproducent.

## Carrière
Everingham heeft samengewerkt met Hans Zimmer en Bleeding Fingers Music aan diverse projecten. Hij componeerde de muziek voor de Amerikaanse YouTuber MrBeast. In 2023 leverde Everingham een bijdrage aan de muziek voor de opening van NBC's Super Bowl LVI-show. De muziek bevat een drumline in NFL-stijl en de introductie van het sportevenement door actrice Halle Berry.

## Discografie

### Albums
| Jaar | Titel                      | Opmerkingen          |
| ---- | -------------------------- | -------------------- |
| 2018 | Felt Hammers               | Label: Extreme Music |
| 2020 | Leviathan                  | Label: Extreme Music |
| 2022 | Prism                      | Label: Extreme Music |
| 2023 | By the Grace of the Gods 2 | Label: Extreme Music |

## Filmografie
| Jaar | Titel                         | Opmerkingen |
| ---- | ----------------------------- | ----------- |
| 2019 | The Reliant                   |             |
| 2023 | Shimmy: The First Monkey King |             |
| 2024 | Robin and the Hoods           |             |

## Overige producties

### Computerspellen
| Jaar | Titel                            | Opmerkingen    |
| ---- | -------------------------------- | -------------- |
| 2022 | Minecraft: Frozen Planet 2       | met Adam Lukas |
| 2024 | Minecraft: Whimsical Compilation |                |

### Televisieseries
| Jaar | Titel        | Opmerkingen     |
| ---- | ------------ | --------------- |
| 2025 | Virdee       | met Hans Zimmer |
| 2025 | Chief of War | met Hans Zimmer |

### Documentaires
| Jaar | Titel                        | Opmerkingen          |
| ---- | ---------------------------- | -------------------- |
| 2019 | Apollo: Missions to the Moon |                      |
| 2020 | Heroes                       |                      |
| 2020 | The Real Right Stuff         |                      |
| 2021 | Okavango: A Flood of Life    | met Anze Rozman      |
| 2021 | Flooded Tombs of the Nile    | met Adam Lukas       |
| 2024 | The Blue Angels              | met Stewart Mitchell |

### Documentaire series
| Jaar | Titel                  | Opmerkingen                   |
| ---- | ---------------------- | ----------------------------- |
| 2018 | Grand Prix Driver      |                               |
| 2020 | Kingdom of the Mummies | met Laurentia Editha          |
| 2022 | Frozen Planet II       | met Hans Zimmer en Adam Lukas |